# Varicorhinus latirostris
Varicorhinus latirostris är en fiskart som beskrevs av Boulenger, 1910. Varicorhinus latirostris ingår i släktet Varicorhinus och familjen karpfiskar. IUCN kategoriserar arten globalt som otillräckligt studerad. Inga underarter finns listade i Catalogue of Life.